# Дом-музей Петра I (Эстония)
Дом-музей Петра I расположен в парке Кадриорг в Таллине.

## История
Музей открыт в здании, где русский царь Пётр I останавливался 11 раз во время Северной войны со Швецией. Дом постройки XVII века принадлежал ратману Герману фон Дрентельну. Впервые Пётр приехал сюда в 1714 году, а в 1715 году выкупил дом за 1400 рублей у вдовы прежнего хозяина.
Музей открыт в 1806 году по распоряжению российского императора Александра I, посетившего эти места в 1804 году.
С 1941 года дом-музей — филиал Таллинского городского музея.

## Экспозиция
Внутреннее убранство сохранено с петровских времён.
Самое раннее произведение художественной коллекции музея — подаренный в 1639 году Братству Черноголовых портрет русского царя Михаила Федоровича Романова.

## Интерьеры
| - Гостиная - Гостиная - Спальня - Кухня - Столовая |